# Quartier Dailly
Pour les articles homonymes, voir Dailly.
Le quartier Dailly, anciennement Monrose, est un quartier de Schaerbeek, commune de la Région de Bruxelles-Capitale en Belgique.
Le quartier est situé dans la partie sud de la commune à la limite de la commune de Saint-Josse-ten-Noode. Le quartier Dailly est délimité par l'avenue Rogier, la chaussée de Louvain, l'avenue Paul Deschanel et la frontière avec Saint-Josse-ten-Noode.
Il doit son nom en partie à la place Dailly et à l'avenue Dailly qui traverse le quartier de part en part. La référence principale est sans conteste le site de l'ancienne caserne Prince Baudouin appelée caserne Dailly par les Bruxellois, imposant bâtiment militaire partiellement démoli à la fin des années 90 et dont la partie avant a été réaffectée en logement de standing et en commerces.
La place et l'avenue Dailly portent le nom d'un ancien bourgmestre (1864-1873) schaerbeekois, Eugène Dailly, né à Gilly en 1814 et décédé à Schaerbeek en 1873.
Le quartier est constitué principalement de logements, mais également de commerces et de petites industries.
Le quartier Dailly dépend du commissariat no 3 de la zone de police Polbruno situé au nos 66-68 de l'avenue de Roodebeek.

## Liste des rues du quartier Dailly
Le quartier Dailly est composé de 28 artères dont la liste figure ci-dessous. :
1. Rue Artan
2. Place des Bienfaiteurs
3. Grande rue au Bois
4. Rue François Bossaerts
5. Avenue Chazal
6. Avenue Clays
7. Place Colonel Bremer
8. Rue de la Consolation
9. Rue Joseph Coosemans
10. Avenue Dailly
11. Place Dailly
12. Rue Albert de Latour
13. Avenue Paul Deschanel
14. Square Émile Duployé
15. Rue Gustave Fuss
16. Rue Jacques Jansen
17. Rue Auguste Lambiotte
18. Chaussée de Louvain
19. Rue de la Luzerne
20. Rue Alexandre Markelbach
21. Rue Léon Mignon
22. Rue Monrose
23. Place de la Patrie
24. Avenue Rogier
25. Rue Eugène Smits
26. Rue Van Hammée
27. Rue Thomas Vinçotte
28. Rue Émile Wittmann

## Affectation du sol
Suivant le PRAS, plan régional d'affectation du sol, les ilôts du quartier Dailly sont soit des zones d'habitation, soit des zones mixtes. 

## Transport en commun
Le quartier est desservi par :
- la STIB : tram 7 et 25 • bus 28, 29, 61, 63, 64, 65 et 66 • bus Noctis N04
- les bus De Lijn : 318 - 351 - 358 - 410
- la SNCB : gare de Meiser
- deux stations de taxi : station Bienfaiteurs & Dailly
- un point de voiture partagée carsharing Cambio : station Dailly